# Crassimarginatella tensa
Crassimarginatella tensa is een mosdiertjessoort uit de familie van de Calloporidae. De wetenschappelijke naam van de soort is voor het eerst geldig gepubliceerd in 1903 door Norman.